# 颶風伊恩
颶風伊恩（英語：Hurricane Ian）為2022年9月下旬一場大型致命且破壞性的五級大西洋颶風，在古巴西部和美國東南部造成嚴重破壞。為2022年大西洋颶風季的第9場獲命名且破壞性的風暴，第四場颶風和第二場大型颶風。
伊恩起源於2022年9月19日位於向風群島以東的國家颶風中心附近的東風波。兩天后，該擾動進入了加勒比海，9月21日與22日給ABC群島、特立尼達和多巴哥以及委內瑞拉和哥倫比亞的北部海岸帶來大風和大雨。當天晚時隨著對流增加和系統變得更加緊密漸漸展成熱帶低氣壓。在增強為熱帶風暴伊恩後接近開曼群島并在古巴西部登陸時迅速增強為三級颶風。嚴重的風暴潮和強降雨影響了古巴，整個都遭斷電。它在陸地上空時略有減弱，但在進入東南部墨西哥灣和乾龜島後重新加強。2022年9月28日隨著向佛羅里達西海岸前進，伊恩成為高端的四級颶風并在松岛国家野生动物保护区西南佛羅里達登陸時保持在四級強度，與其他幾場風暴並列，成為有記錄以來登陸美國本土的第五強颶風。在佛羅里達州西南部第二次登陸後，伊恩迅速減弱為熱帶風暴，然後返回大西洋并重新增強為颶風並在南卡羅來納州登陸。并轉變成後熱帶氣旋。之後便在10月1日消散。
伊恩在佛羅里達州西南部的部分地區造成了災難性破壞，主要是由於極端風暴潮和降雨造成的洪水。尤其是邁爾斯堡海灘和那不勒斯等城市受到了強烈影響。暴風雨過後，數百萬人斷電，幾名居民被迫在屋頂避難。萨尼贝尔也遭受了洪水，其堤道也随着倒塌。據當地官員稱，截至10月7日，颶風伊恩已造成至少137人死亡，其中是古巴5人、佛羅里達州126人、北卡羅來納州5人、弗吉尼亞州1人。此外，在佛羅里達礁島群中，一艘載有27名古巴移民的船只伊恩接近時從斯托克島傾覆。截至9月30日，共有9人倖存，2人溺水，另有16人下落不明。

## 氣象歷史
美國國家颶風中心於9月19日起開始觀察佛得角群島的一個東風波。兩日後，該系統進入加勒比東南部，然後於9月22日靠近ABC群島和南美洲北部沿岸。然而，颶風費歐娜的高層流出所產生的強勁垂直風切變引致該系統一直沒法增強成熱帶低氣壓，不過由於費歐娜移離，加上該系統所在海域有利組織，系統在9月23日早上被評為第九號熱帶低氣壓。

9月28日在佛羅里達州西南部登陸的伊恩

9月24日上午3時，國家颶風中心將其升格為熱帶風暴，並命名為「伊恩」（Ian）。9月27日上午8時30分，伊恩以三級颶風上限的強度在古巴西部登陸，成為自2008年颶風古斯塔夫以來影響比那爾德里奧省最強的熱帶氣旋。伊恩在同日下午2時移離古巴後，進入眼牆置換循環，增強速度減慢，最高持續風速維持在每小時195公里。

伊恩於9月30日接近南卡羅來納州沿岸

隨著眼牆置換循環結束，伊恩恢復增強，並重新打開風眼，於9月28日上午9時達到四級颶風的強度，10時35分，伊恩在接近佛羅里達州西南部時達到四級颶風上限，即最高持續風速每小時250公里。下午7時35分，伊恩以持續風速每小時240公里在佛羅里達州卡約科斯塔登陸，成為自2004年颶風查利後第1個影響佛羅里達州西南部的四級颶風。伊恩以持續風速每小時235公里，在海盜港附近的蓬塔戈爾達以南作第2次登陸。登陸後伊恩的結構遭受地形和強風切破壞，風眼被完全填塞，同時中心密集雲團開始瓦解，強度銳減，在短短一日內便從四級颶風減弱為熱帶風暴。9月29日，伊恩在出海後重新組織，稍微增強至1級颶風。9月30日，伊恩轉向北移動，並於當天下午6時以持續風速每小時140公里在南卡羅來納州喬治敦附近作第三次登陸，登陸後三小時於南卡羅來納州沿海轉變為後熱帶氣旋。

## 防災措施

### 加勒比海

#### 牙買加
牙買加氣象局於9月23日為牙買加島發布熱帶風暴預警、洪水警報和海洋警報。

#### 開曼群島
開曼群島政府為其三個島嶼–大開曼島、開曼布拉克島和小開曼島–發行颶風實時監測。協調世界時9月23日21:00，預計伊恩將作為颶風掠過英國海外領土。國家緊急行動中心已進入全面啟動模式。除了緊急服務，開曼群島軍團和開曼群島海岸警衛隊調動了他們人員的全面動員和部署。此外，開曼群島總督馬丁·羅珀（Martyn Roper）要求英國進一步向這些島嶼部署額外的軍事資產，用於人道主義援助和救災（HADR）行動。隨後，HMS Medway 被部署到開曼群島。開曼群島皇家警察局的直升機也被部署協助行動。當時，其中一架直升機在伊恩發展之前被部署到特克斯和凱科斯群島，以協助颶風菲奧娜過去後的恢復工作。皇家海軍還部署了直升機協助。學校、大學和教育中心於9月23日晚關閉。9月24日18:00協調世界時，大開曼島的颶風監測升級為颶風警告，開曼布拉克島和小開曼島的颶風警告改為熱帶風暴注意報。大開曼島也發布了洪水警告和海洋警告。開曼群島機場管理局將繼續運營機場，直至9月25日下午，屆時機場將關閉，機場內的所有飛機都將撤離。

#### 古巴
古巴當局在比那爾德爾里奧省發布了約50,000人的疏散令，並在風暴發生前建立了大約55間避難所。官方媒體還表示，正在採取措施保護倉庫中的糧食和農作物。當地人在哈瓦那拆除了漁船，城市工作人員檢查並疏通了雨水溝。

### 美國
美鐡於9月27日至28日暫停了自動火車的服務，並於9月27日在佛羅里達州傑克遜維爾截斷了9月26日的银星号列车南行服務。9月27日至28日银星号列车服務被取消，9月29日的银星号列车北行服務也被取消。伊恩更新的軌道預測促使他們將其服務暫停到10月1日。9月30日和10月1日，華盛頓特區的 Palmetto 服務也被截斷。原定於9月28日舉行的美國眾議院特別委員會關於1月6日襲擊事件的第九次公開聽證會被推遲。北卡羅來納州、南卡羅來納州和弗吉尼亞州的州長都宣布進入緊急狀態，為即將到來的風暴做準備。
亞馬遜取消了部分設施的倉庫運營，伊恩直接導致3,500多個航班被取消。

#### 佛羅里達洲
9月24日，佛羅里達州州長羅恩·德桑蒂斯宣布整個佛羅里達州進入緊急狀態。坦帕灣地區的學校也宣布停課，包括南佛羅里達大學、坦帕大學和埃克德學院在內的幾所學院和大學宣布取消課程並關閉。到9月27日，全州55個公立學區宣布取消本課程，其中許多周末結束。阿爾忒彌斯1號太空發射因暴風雨推遲，火箭返回航天器裝配大樓。9月24日，喬·拜登總統批准了佛羅里達州的緊急狀態聲明。此外，拜登政府也宣布佛羅里達州進入公共衛生緊急狀態。包括坦帕、坦帕灣、奧蘭多、聖彼得堡和基韋斯特在內的眾多機場和港口宣布將暫停運營。華特迪士尼世界和奧蘭多環球影城表示他們將關閉景點。由於即將到來的危險天氣，包括沃爾瑪和华夫饼屋在內的許多商店都關閉。

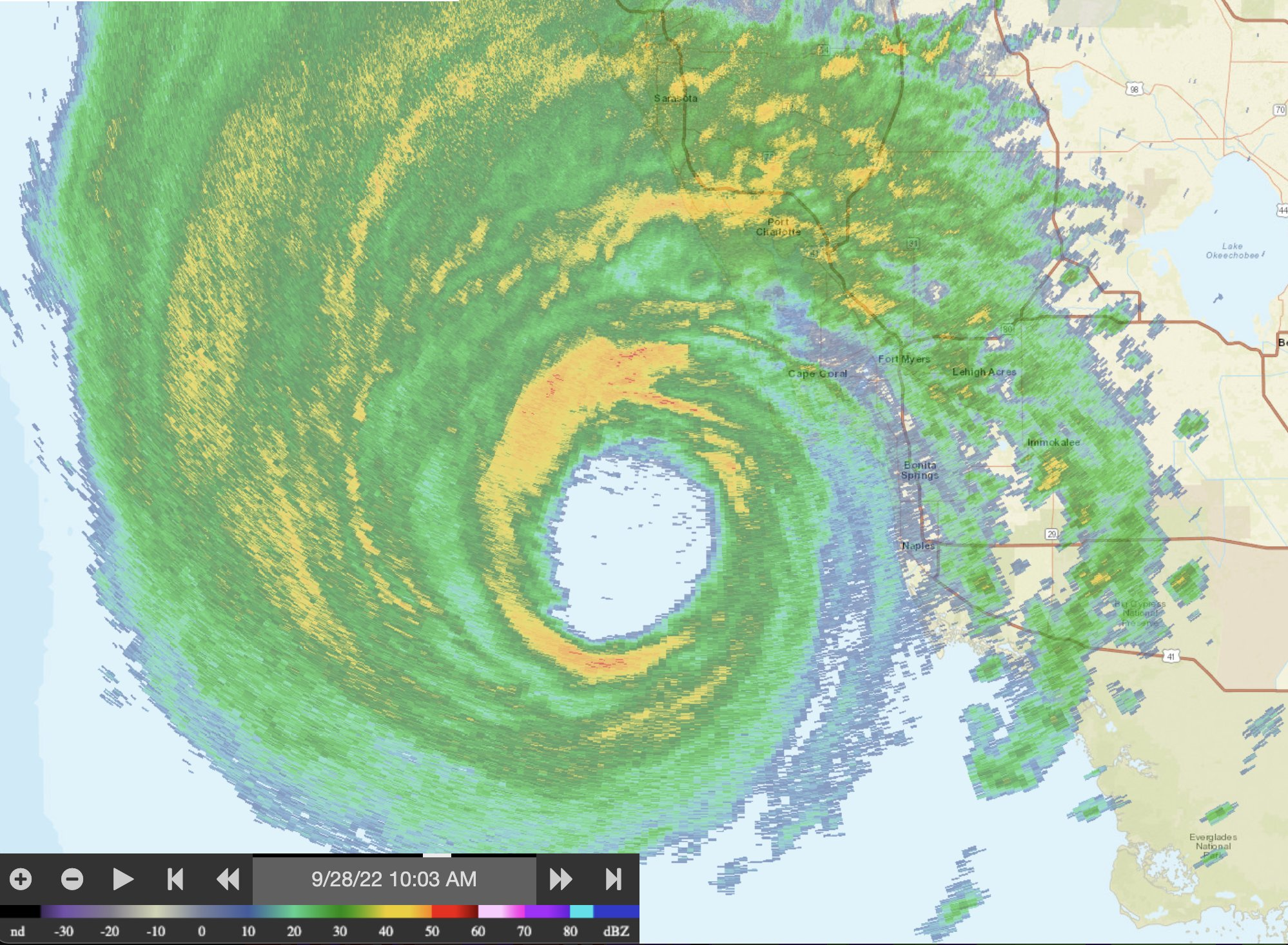
雷達顯示颶風伊恩在美國東部時間9月28日，上午10點接近佛羅里達州西南部時達到颠峰強度

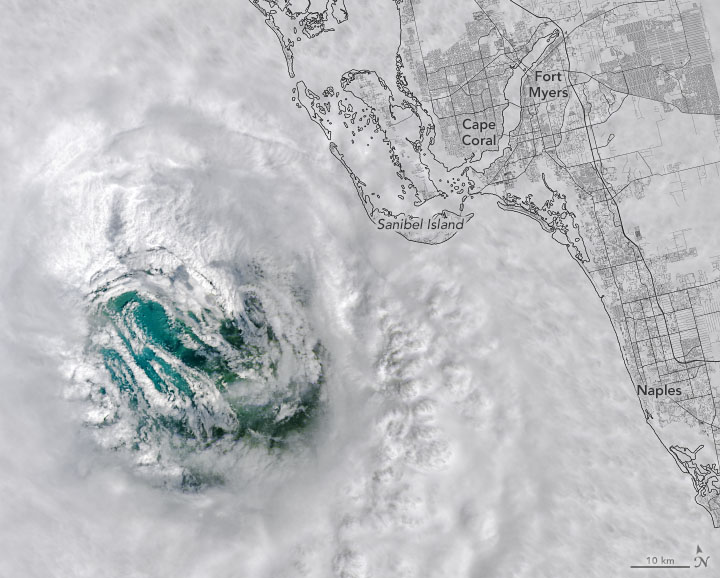
颶風伊恩在佛羅里達登陸前三小時的風眼

對多個縣的部分地區發布了強制疏散令。大約三十万人可能從希爾斯伯勒縣地區撤離，學校和其他地方被用作避難所。州長德桑蒂斯動員了五千名佛羅里達州國民警衛隊，另有两千名在鄰州待命。塔拉哈西和附近城市的官員清除了殘骸並監測城市的電力線和雨水系統，以確保基礎設施系統準備就緒並確保安全。
東卡羅來納海盜隊和南佛羅里達公牛隊之間的大學橄欖球比賽從南佛羅里達州坦帕的體育場搬到了博卡拉頓。國家橄欖球聯盟的坦帕灣海盜將訓練場從坦帕南轉移到邁阿密海豚隊在邁阿密花園的訓練場。

#### 喬治亞州
喬治亞州州長佈萊恩坎普於9月6日下令啟動州運營中心，該中心開始為本週晚些時候的風暴影響做準備。由於該州的大部分棉花作物尚未收穫，許多農民在暴風雨前準備關閉灌溉系統，試圖使土地變乾並收穫他們所能收穫的東西。亞特蘭大賽車場向颶風疏散者開放露營地。

#### 南卡羅來納州

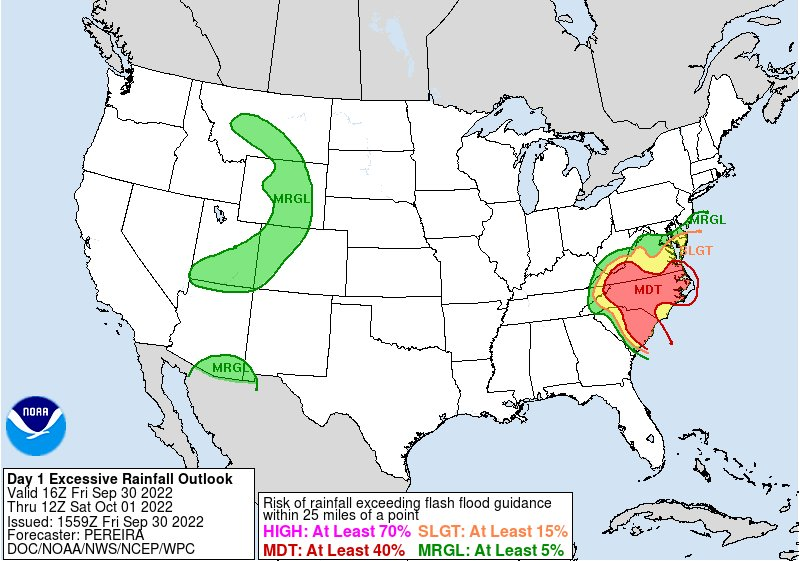
天氣預報中心於2022年9月30日展望過度降雨

由於風暴，南卡羅來納州鬥牛犬隊和南卡羅來納州鬥雞隊之間的大學橄欖球比賽定於10月1日下午12:00舉行。已移至9月29日晚上7:00。
9月30日，天氣預報中心發布了南卡羅來納州和北卡羅來納州大部分地區降雨過多的中等風險。9月30日下午，颶風伊恩在南卡羅來納州喬治敦以南登陸，導致街道發生洪水。

#### 其他地區
阿拉巴馬州的塔拉迪加高速公路和北卡羅來納州的夏洛特汽車高速公路向颶風疏散人員開放了露營地。

#### 巴哈馬
伊恩的路徑東移以及颶風規模的擴大促使巴哈馬於9月27日晚向比米尼和大巴哈馬島發布了熱帶風暴警告。

## 影響
| 國家 | 區域           | 死亡 | 損失 (美元) |
| ---- | -------------- | ---- | ----------- |
| 古巴 | 比那爾德里奧省 | 5    | $2億        |
| 美國 | 佛羅里達州     | 126  | ≤$630億     |
| 美國 | 南卡羅萊納州   | 未知 | 未知        |
| 美國 | 北卡羅萊納州   | 5    | 未知        |
| 美國 | 弗吉尼亞州     | 1    | 未知        |
| 美國 | 總計           | 137  | ≥$632億     |

### 加勒比海

#### 開曼群島
隨著風暴向西移動，開曼群島受到的影響微乎其微。美國東部時間9月26日下午3:00，國家緊急行動中心解除了對群島的全部警告信號。在大開曼島的七英里海灘觀察到幾英寸的降雨和高達50英里/小時（80公里/小時）的陣風以及輕微的風暴潮洪水。還報告了輕微損壞和零星停電。

#### 古巴
作為三級颶風襲擊古巴西部，伊恩在比納爾德爾里奧省和馬雅貝克省造成了廣泛破壞。風暴於當地時間9月27日凌晨4點30分在比納爾德爾里奧登陸。在聖胡安馬丁內斯觀察到風速為129英里/小時（208公里/小時）的峰值陣風。青年岛的24小時降雨量總計4.3英寸（108.3毫米）。瓜納阿卡維韋斯半島和尤文圖德島沿岸則被嚴重的風暴潮所淹沒。伊恩在比納爾德爾里奧省造成停電，切斷了整個省的電力供應，該省擁有85萬人口。位於哈瓦那的古巴氣象研究所報告稱，9月27日下午持續風速為56英里/小時（90公里/小時），陣風達到87英里/小時（140公里/小時）古巴有兩人遇難：聖胡安和馬丁內斯的一名男子在斷開用於灌溉田地的風力渦輪機時觸電身亡，一名43歲的婦女因房屋的一堵牆倒塌而死亡。
9月28日凌晨，風暴在其電網崩潰後切斷了整個古巴的電力供應，導致1100萬人停電。

### 美國

#### 佛羅里達州

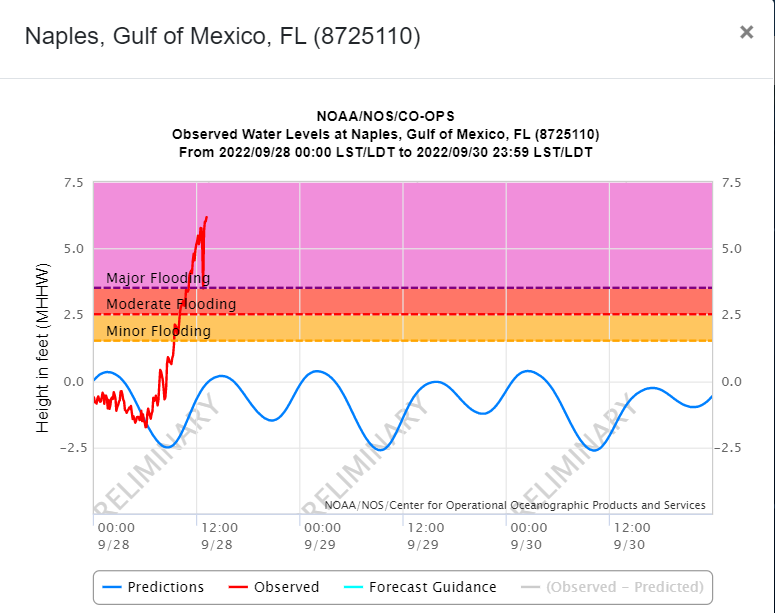
佛羅里達州那不勒斯觀測到水位在圖表基準#平均高水位上方6.18'處達到峰值，然後該站可能被摧毀

9月27日風暴逼近時，南佛羅里達報告了幾起龍捲風著陸。其中一架在布勞沃德縣北佩里機場嚴重損壞了超過15架飛機和幾個機庫。9月27日晚上的另一場龍捲風掀翻了多輛汽車，打碎了窗戶，並將一棵大樹推倒在棕櫚灘海岸金斯波因特的一棟公寓樓上。
同一天協調世界時22:00（美國東部時間18:00）在基韋斯特國際機場觀測到熱帶風暴级的強風；基韋斯特市隨後記錄了自1913年以來的高度為三的風暴潮。
隨著風暴於9月28日以強烈的四級颶風在佛羅里達州西南部登陸，坦帕的國家氣象局發布了多個極端大風警告。表明持續風速可能達到115英里/小時（185公里/小時）或以上。此外，國家颶風中心在協調世界時15:00發布警告稱，“伊恩極其危險的風眼牆”正在“向陸上移動”。伊恩的近海水流也將坦帕灣的所有水都拉出，在佛羅里達州西南部的登陸點的幾個地方證實了持續的颶風強度風，包括在珊瑚角東南部的一份報告，該位置記錄的陣風為140英里/小時（225公里/小時），大約在伊恩第二次登陸時。夏洛特港附近的一個私人氣象站報告持續風速為115英里/小時（185公里/小時），陣風為132英里/小時（212公里/小時）。晚上7點47分。美國東部時間，美國國家氣象局發布了暴雨緊急情況，降雨量高達19英寸（48厘米），庞塞进的降雨量記錄為31.52英寸（80.1厘米）。

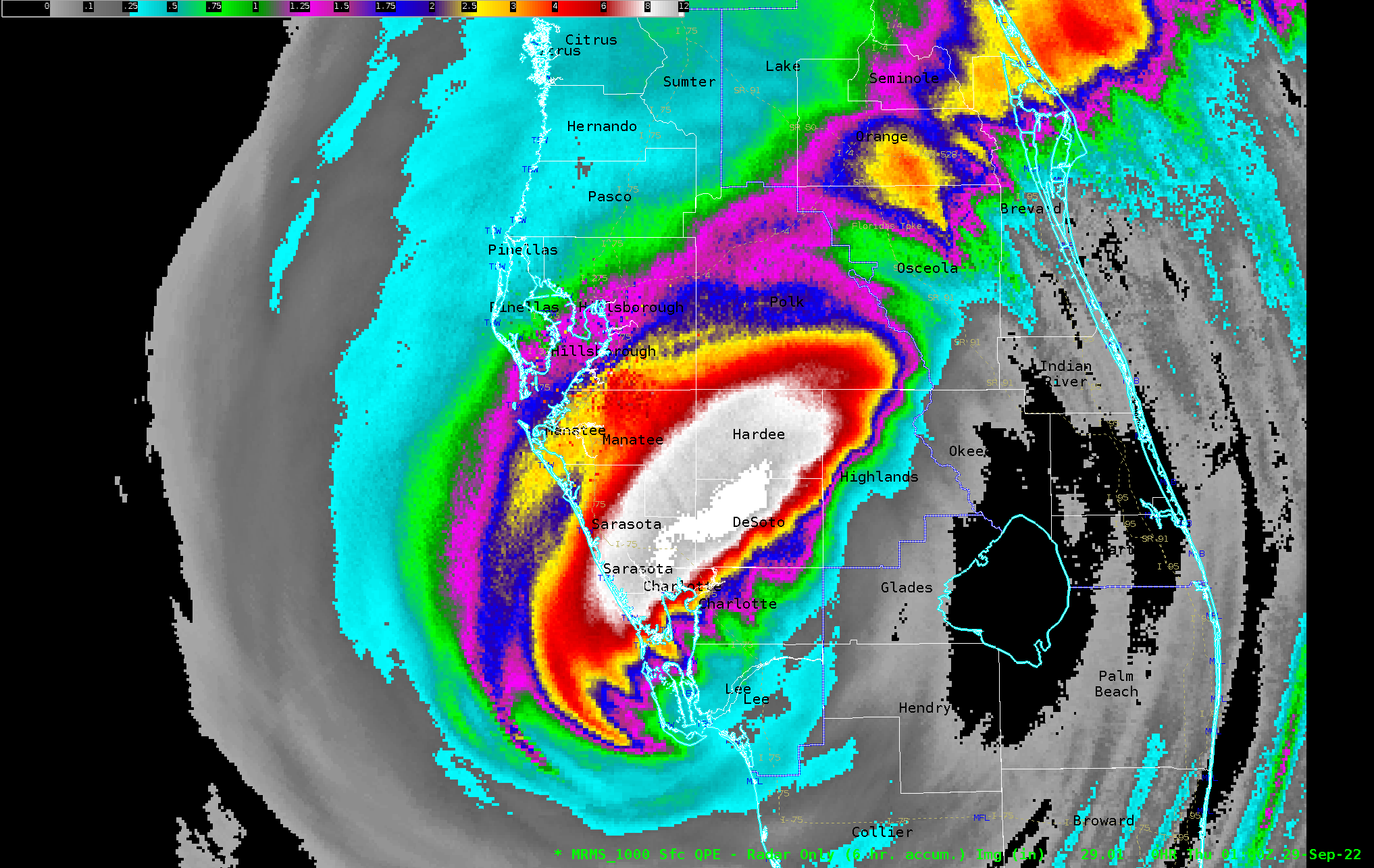
颶風伊恩6小時降雨總量，顯示9月28日大面積降雨為8-12英寸

風暴潮也成為佛羅里達州西南部的一個嚴重問題，長船礁和喬科羅斯基之間的地區預計會有6—18英尺（1.8—5.5）的風暴潮，造成災難性的破壞。在那不勒斯，不斷上升的沿海洪水使人們被困著，並引發了無數救援呼籲。水流入了了幾個停車場的一樓，影響了許多車輛。一個消防站被完全淹沒，幾乎損壞了建築物中的所有設備。北那不勒斯一家醫院的救護車艙和直升機停機坪被淹。在一些人試圖逃離風暴潮失敗後，古德蘭發生了多次救援。更遠的內陸，4至6英尺（1.2至1.8米）的水覆蓋了US 41靠近卡恩斯敦附近的部分地區。威尼斯市關閉了威尼斯島的供水，此後該島已恢復。

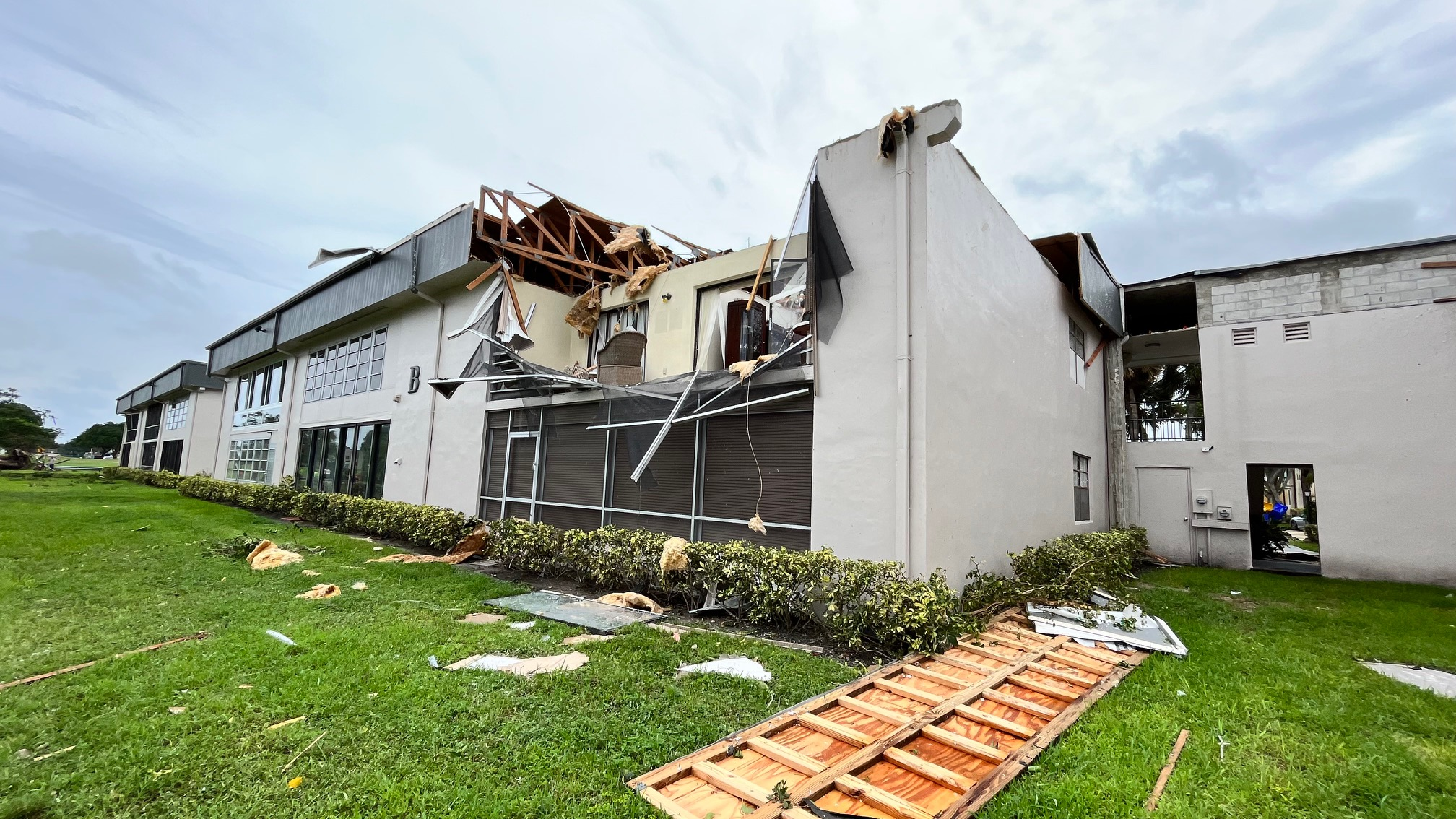
金斯波因特造成的EF2颶風伊恩引發的龍捲風造成的損害

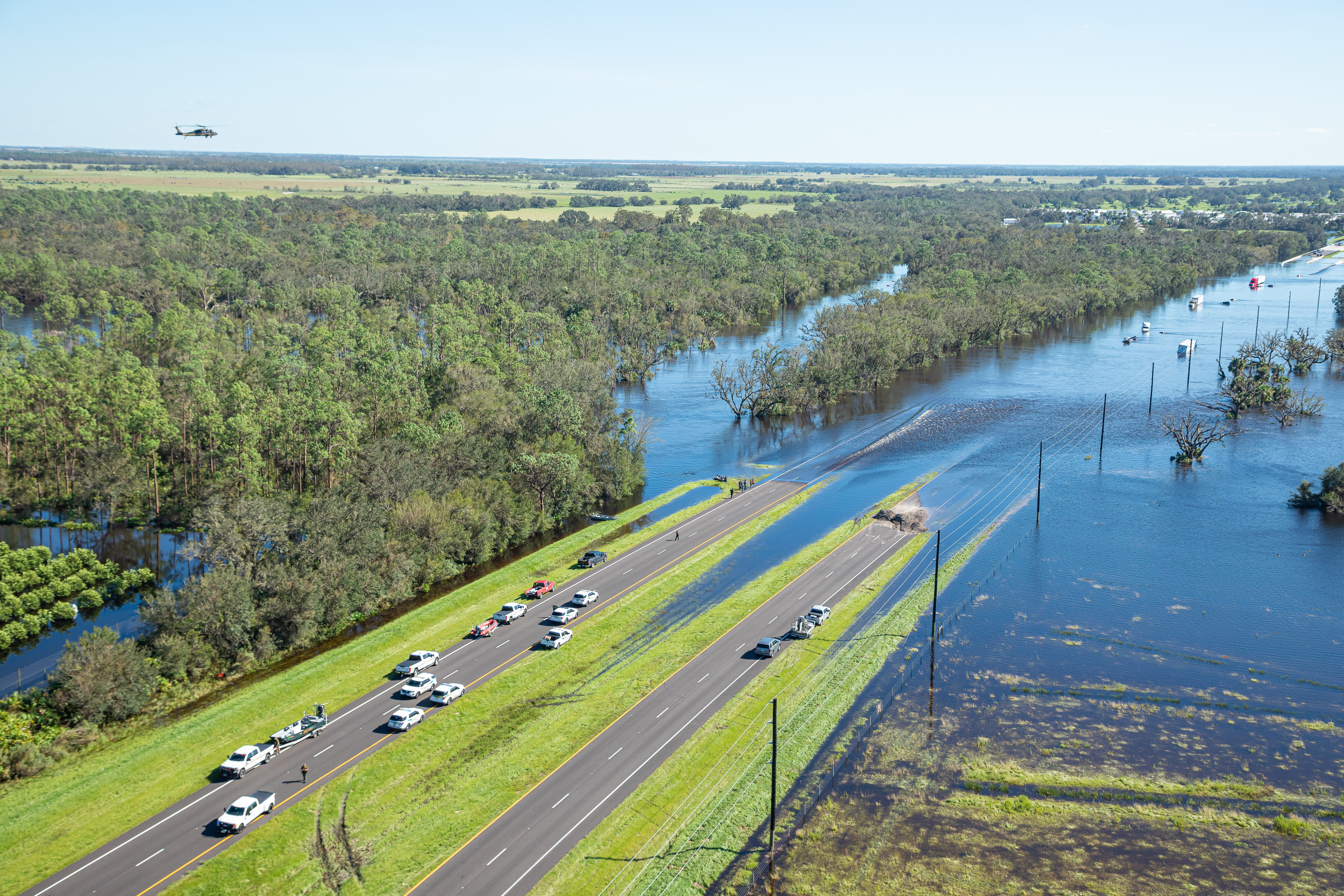
佛羅里達州的道路被淹

總體而言，佛羅里達州有超過240萬人在風暴期間及之後斷電。薩尼貝爾堤道的大部分在風暴期間倒塌並被沖走，切斷了所有車輛進入該島。

當伊恩接近該州，一艘載有27名古巴移民的船在斯托克島附近沉沒；截至9月30日，共找到並救出9人，溺水2人，16人仍然下落不明。(佛罗里达州)李縣已確認有五人死亡，儘管李縣治安官在一次廣泛分享的採訪中表示，可能已經發生了數百人死亡。他和德桑蒂斯州長後來都淡化了這句話。拜登總統表示，這場風暴可能最終成為佛羅里達州歷史上最致命的風暴。李縣治安官還估計，仍有數千人被困在洪水中。鄰近的夏洛特縣至少有六人死亡，薩拉索塔縣已確認有兩人死亡。
奧蘭多的幾乎每個街就在當該市眾多湖泊中的許多湖泊氾濫時區都遭受了洪水，該市降雨量達14英寸。250人被獲救了下来。在東北部的奥克希尔，一人在排幹游泳池時掉進運河後在暴風雨中喪生。一名新士麥那海灘居民在等待救援時被洪水淹死，該市180名居民不得不撤離，沿海城鎮在27小時內降雨量接近29英寸。在南部的墨爾本，伊恩產生了一場EF0龍捲風損壞了樹木，但沒損壞建築物。肯尼迪航天中心收到了高達108英里每小時（174每小時）的陣風，但只是輕微損壞。
伊恩還造成了兩名間接死亡，一名94歲的男性和一名80歲的女性，均因使用的氧氣機失靈。

#### 南卡羅來納州
截至美國東部時間9月30日下午3:00，該州有超過210,000名客戶因颶風而斷電。默特爾比奇的美特尔海滩碼頭的潮汐計達到10.77英寸，打破了兩年前颶風伊薩亞斯創下的9.8英寸的紀錄。截至10月1日美國東部時間上午11:00，估計仍有63,000名用戶斷電，主要分佈在霍里、喬治敦、查爾斯頓、佛羅倫薩、威廉斯堡縣和伯克利縣。

#### 北卡羅來納州
截至2022年9月30日美國東部時間下午3:30，該州有超過6,000人斷電，僅威克縣就有65,000人。該州有四人因風暴而死亡，約翰斯頓縣三人，馬丁縣一人。

#### 弗吉尼亞州
到10月1日，數千人在弗吉尼亞州斷電。

## 善後

### 古巴
大規模停電和全國性停電導致古巴發生抗議活動，至少有400名示威者要求中央政府恢復供電和互聯網接入，在伊恩過去後，喬·拜登於9月30日批准了美國罕見的緊急援助請求。

### 美國

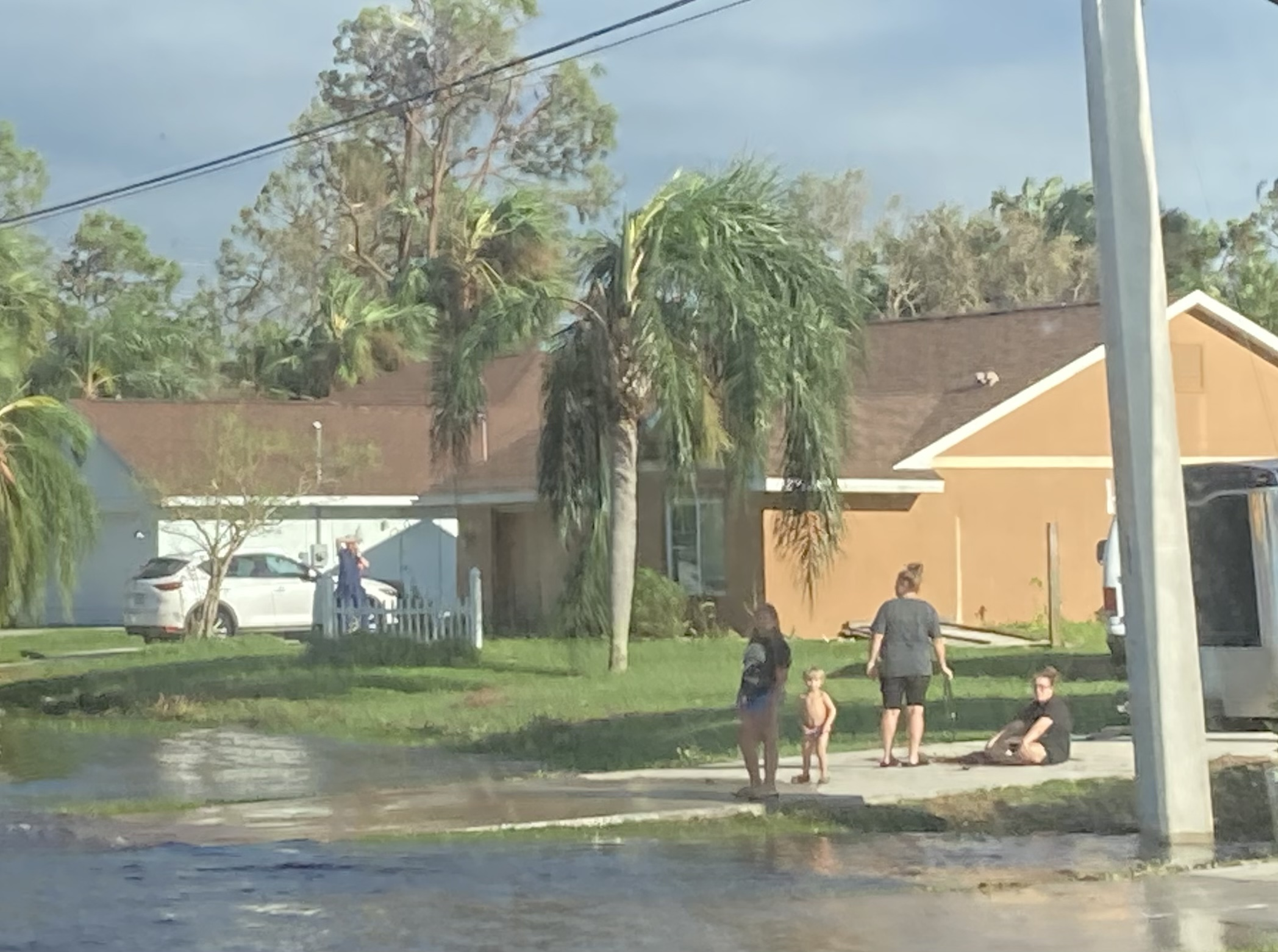
北港的一個家人正站在他們的車道上風暴中避難

在佛羅里達州受災地區的情況有所改善後不久，來自佛羅里達州和全國未受災地區的搜救隊、急救人員和公用事業工作人員部署到該地區。美國紅十字會動員起來開始為需要的人提供住所和物資，其他國際組織、聯邦組織和地方組織動員起來，以金錢和實物捐贈的形式幫助在受影響人群中傳播捐贈。
在暴風雨最嚴重的時候，佛羅里達州李縣的幾家企業因盜竊運動裝和運動鞋等非必需品而發生搶劫和入室盜竊的零星報導，促使官員在該縣實施宵禁。
根據CoreLogic的數據，風暴造成佛羅里達州的保險損失估計約為470億美元。

## 媒體描述
這場風暴在傳統媒體和社交媒體上都得到了廣泛的展示和強調。颶風伊恩的報導是9月28日有線電視收視率最高的，天氣頻道佔據了連續報導風暴的十大有線電視點中的八個。互聯網名人Ryan Hall，在9月29日關於颶風伊恩的直播中都在YouTube上排名前三。
颶風的照片和視頻在社交媒體上發布，其中大量在抖音上看到，截至9月28日，以#颶風伊恩為標籤發布的視頻的瀏覽量約為35億次，而在 Instagram 上具有相同標籤的帖子超過65,000條。其他人在颶風期間提供了他們家和周邊地區的直播信息。許多在社交媒體上發布風暴的佛羅里達人在討論為颶風、風暴及其後果做準備時發現了幽默。許多人在與親人失去聯繫或收到他們的援助請求後，在社交媒體上尋求幫助以尋找親人。雖然佛羅里達當局敦促佛羅里達人使用官方緊急渠道報告緊急情況並限制可以共享的個人信息，但許多人發現了非正式的數字結構或依靠以前的災難提供幫助或尋找失踪人員。